# Сальгадо, Елена
Еле́на Сальга́до Ме́ндес (исп. Elena Salgado Méndez; род. 12 мая 1949, Оренсе) — испанский политик, член Испанской социалистической рабочей партии. С апреля 2009 по декабрь 2011 года занимала должность министра финансов и экономики Испании в правительстве Сапатеро. До этого работала в должности министра общественного управления и связей с автономными регионами.
Елена Сальгадо — дипломированный специалист в области энергетики и организации промышленности, училась в Мадридском политехническом университете. Она также изучала экономику в Университете Комплутенсе. При Фелипе Гонсалесе в 1982—1984 годах она руководила отделом исследований малого и среднего предпринимательства в министерстве промышленности Испании, в 1985—1991 годах — отделом кадровых расходов в министерстве финансов, а в 1991—1996 годах в должности генерального секретаря занималась вопросами коммуникации в министерстве строительства и транспорта. После поражения ИСРП на выборах 1996 года Сальгадо перешла в частный бизнес и работала в нескольких телекоммуникационных компаниях.
После парламентских выборов 2004 года Сальгадо вначале была назначена на должность министра здравоохранения в кабинете Сапатеро. В этой должности она запомнилась введением запрета на курение в испанских ресторанах, вступившего в силу в 2006 году. В 2007 году Сальгадо возглавила министерство общественного управления и сохранила за собой эту должность после парламентских выборов 2008 года. Согласно опросам общественного мнения Сальгадо была самым популярным членом правительства.
7 апреля 2009 года в ходе кардинальной реорганизации кабинета правительства Сапатеро объявил о назначении Сальгадо министром экономики и финансов, а также вторым заместителем председателя правительства. Сальгадо сменила на посту заместителя председателя правительства Педро Сольбеса, занимавшего его с 2004 года, а новым министром общественного управления был назначен Мануэль Чавес.